# Dectodesis eminens
Dectodesis eminens är en tvåvingeart som först beskrevs av Erich Martin Hering 1942.  Dectodesis eminens ingår i släktet Dectodesis och familjen borrflugor.
Artens utbredningsområde är Tanzania. Inga underarter finns listade i Catalogue of Life.